# Carole Landis
Carole Landis (Frances Lillian Mary Ridste: Fairchild, Wisconsin; 1 de enero de 1919-Pacific Palisades, California; 5 de julio de 1948) fue una actriz cinematográfica estadounidense.

## Inicios
Su padre, Alfred Ridste, era noruego; y su madre, Clara Stentek Ridste, polaca. Antes de nacer ella, su padre abandonó a la familia. Más adelante, E. J. Fleming sostuvo que el verdadero padre de la actriz era Charles Fenner, el segundo esposo de Clara Ridste. Carole era la menor de cinco hermanos y tuvo una infancia triste, viviendo en un ambiente de pobreza y abuso sexual. Siendo adolescente empezó a ganar concursos locales de belleza. En 1934 se casó con un vecino llamado Irving Wheeler, pero el matrimonio se anuló al mes (la pareja volvería a casarse el 25 de agosto de 1934, pero se divorciaron en 1939). A los quince años abandonó el instituto y decidió dedicar su vida al mundo del espectáculo.

## Primeros años
Inició su carrera trabajando como bailarina y cantante en un nightclub de San Francisco, antes de debutar en el cine en 1937 como extra en A Star Is Born. Después se tiñó el pelo de rubio y adoptó el nombre artístico de "Carole Landis" en recuerdo de su actriz favorita, Carole Lombard. Landis consiguió un contrato con Warner Bros., y se comprometió con el coreógrafo Busby Berkeley. Siguió actuando en pequeños papeles hasta 1940, cuando Hal Roach la escogió para trabajar en One Million B.C. La película fue un éxito, y Carole alcanzó la fama. Fue apodada "The Ping Girl" y "The Chest", a causa de su busto. Uno de los detalles que la caracterizaban era una cruz de oro que llevaba constantemente en el cuello, y que había sido un regalo de su amiga Diana Lewis.

## Década de 1940

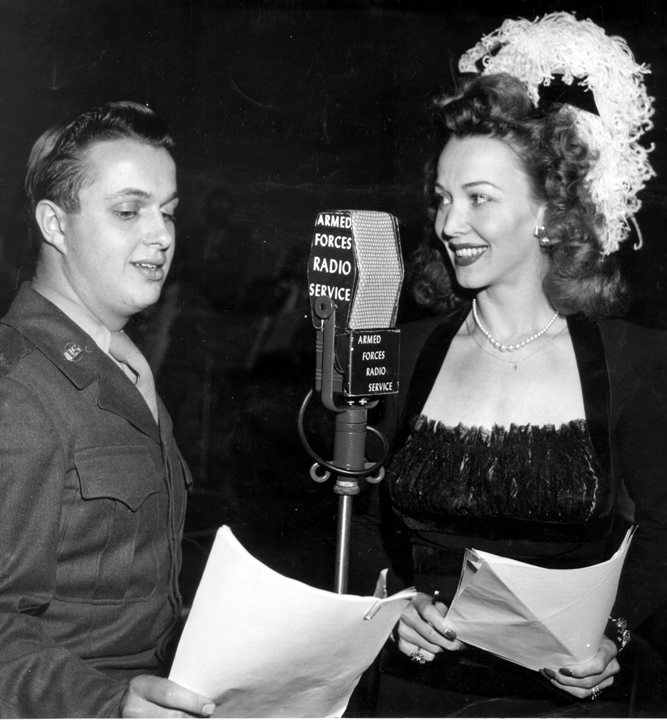
Carole Landis en el estudio de la Radio de las Fuerzas Armadas en los años cuarenta.

En los primeros años de la década, Landis actuó en una serie de filmes de éxito, usualmente en segundos papeles. En una época en la que muchas actrices eran dobladas cuando sus personajes cantaban, Landis cantó en sus escasos papeles musicales. La actriz consiguió un contrato con 20th Century Fox y tuvo una relación con Darryl F. Zanuck. Actuó junto a Betty Grable en Moon Over Miami y I Wake Up Screaming, ambas en 1941. Cuando finalizó su relación con Zanuck, su carrera declinó y se vio relegada al cine de serie B.
Se casó por segunda vez con Willis Hunt Jr., en un matrimonio que duró cuatro meses. Después se casó con un capitán del Cuerpo Aéreo del Ejército de los Estados Unidos llamado Thomas Wallace en 1943, matrimonio que también acabó en divorcio. Entre sus muchos amigos se incluyen Franchot Tone, Gene Markey, Charlie Chaplin, y George Montgomery. Landis fue una popular pin-up para los militares durante la Segunda Guerra Mundial. En 1942 viajó con la comediante Martha Raye, la bailarina Mitzi Mayfair y la actriz Kay Francis sirviendo para la USO en Inglaterra y el norte de África. Dos años más tarde entretenía a los soldados en el Pacífico Sur junto a Jack Benny. Durante la guerra Landis recorrió más de 100.000 millas, y fue la actriz que estuvo más tiempo dedicada a esta actividad. Durante sus viajes llegó a caer gravemente enferma a causa de la disentería amebiana y la malaria.
Además de actriz, Landis fue también una buena escritora. Publicó varios artículos en revistas y periódicos acerca de sus experiencias en la guerra. En 1944 escribió Four Jills in a Jeep, libro que posteriormente se adaptaría al cine. Así mismo escribió el prólogo del libro de dibujos de Victor Herman Winnie The WAC. 
En 1945 protagonizó el musical de Broadway A Lady Says Yes, con Jacqueline Susann. Supuestamente, Jacqueline Susann se inspiró en la actriz para componer a Jennifer North, personaje de su famosa novela El valle de las muñecas. En 1945 Landis se casó con el productor de Broadway W. Horace Schmidlapp. Ella quería ser madre, pero según diferentes biografías, sufría endometriosis, y no llegó a tener hijos.

## Depresión y muerte
Landis sufrió depresión toda su vida, intentando suicidarse en 1944 y 1946. Hacia 1948 su carrera estaba en declive, y su matrimonio con Schmidlapp iba a menos. Entonces inició un romance con el actor Rex Harrison, que en esa época estaba casado con la actriz Lilli Palmer. Harrison no quiso divorciarse, y la actriz, incapaz de superar la situación, se suicidó en Pacific Palisades (Los Ángeles), California, tomando una sobredosis de secobarbital. Tenía 29 años de edad. 
Carole Landis fue enterrada en el Cementerio Forest Lawn Memorial Park en Glendale (California). Entre las celebridades que asistieron a su funeral estaban Betty Grable, César Romero, Van Johnson y Pat O'Brien.
La actriz recibió una estrella en el Paseo de la Fama de Hollywood por su trabajo cinematográfico en el 1765 de Vine Street.

## Filmografía

### Largometrajes
| - The King and the Chorus Girl (1937) - A Star Is Born (1937) - Un día en las carreras (1937) - Torchy Blane (Fly Away Baby) (1937) - The Emperor's Candlesticks (El secreto del candelabro) (1937) - Broadway Melody of 1938 (La melodía de Broadway) (1937) - Varsity Show (1937) - Alcatraz Island (1937) - Over the Goal (1937) - Torchy Blane (The Adventurous Blonde) (1937) - Hollywood Hotel (1937) - The Invisible Menace (1938) - Blondes at Work (1938) - A Slight Case of Murder (1938) - Love, Honor and Behave (1938) - Over the Wall (1938) - Women Are Like That (1938) - Gold Diggers in Paris (1938) - Men Are Such Fools (1938) - When Were You Born (1938) - Four's a Crowd (1938) - Penrod (1938) - Three Texas Steers (1939) - Daredevils of the Red Circle (1939) - Cowboys from Texas (1939) - Reno (1939) | - One Million B.C. (Hace un millón de años) (1940) - Turnabout (Cocktail de celos) (1940) - Mystery Sea Raider (1940) - Road Show (Vidas ambulantes) (1941) - La mujer fantasma (1941) - Moon Over Miami (Se necesitan maridos) (1941) - Dance Hall (1941) - I Wake Up Screaming (¿Quién mató a Vicky?) (1941) - Cadet Girl (1941) - A Gentleman at Heart (1942) - My Gal Sal (Mi chica favorita) (1942) - It Happened in Flatbush (1942) - Orchestra Wives (Viudas del jazz) (1942) - Manila Calling (1942) - The Powers Girl (El club 400) (1943) - Wintertime (¡Por fin se decidió!) (1943) - Four Jills in a Jeep (1944) - Secret Command (1944) - Having Wonderful Crime (1945) - Behind Green Lights (1946) - A Scandal in Paris (1946) - It Shouldn't Happen to a Dog (1946) - Out of the Blue (Se busca una mujer) (1947) - Noose (1948) - Brass Monkey (1948) |

### Cortos
- Screen Snapshots: Hollywood Recreations (1940)
- Meet the Stars #5: Hollywood Meets the Navy (1941)
- Hedda Hopper's Hollywood No. 2 (1941)
- Show Business at War (1943)